# Petronilla Tonani
Petronilla Tonani (1923 – ...) è stata una mezzofondista italiana.

## Record nazionali
800 m piani
2'21"1	( Zlín, 7 agosto 1949)

## Campionati nazionali
1941
- Argento ai campionati italiani assoluti, 800 m piani - 2'32"6[2]

1942
- Oro ai campionati italiani assoluti, 800 m piani - 2'25"9[1]

1945
- Oro ai Campionati femminili assoluti di atletica leggera dell'Alta Italia, 800 m piani - 2'30"[3]
- Oro ai campionati italiani di corsa campestre

1946
- Oro ai campionati italiani di corsa campestre

1947
- Oro ai campionati italiani assoluti, 800 m piani - 2'23"8[1]
- Bronzo ai campionati italiani assoluti, staffetta 4x100 m - 53"5

1948
- Oro ai campionati italiani assoluti, 800 m piani - 2'25"0[1]
- Oro ai campionati italiani di corsa campestre - 4'06"0[1]

1949
- Oro ai campionati italiani di corsa campestre - 4'22"8[1]